# Tipula sweetae
Tipula sweetae är en tvåvingeart som beskrevs av Alexander 1931. Tipula sweetae ingår i släktet Tipula och familjen storharkrankar. Inga underarter finns listade i Catalogue of Life.